# Winthemia mallochi
Winthemia mallochi là một loài ruồi trong họ Tachinidae.